# 安通古瓦烏瓦烏
安通古瓦烏瓦烏（Antongo Vaovao）為位在馬達加斯加的城鎮，由阿齊莫-安德列發那區穆龍貝縣（Morombe District）管轄。2001年人口普查估計該城鎮人口約有7,000人。
該城鎮的教育機構僅有小學。大多數的居民從事農業，佔勞動人口的70%，另外有10%的居民從事畜牧業。棉豆為該城鎮最主要的作物，而其他主要作物還有玉米、番薯以及豇豆等。另外從事服務業的居民佔該城鎮勞動人口的5%，從事漁業的居民佔該城鎮勞動人口的15%。